# Андіс (Марказі)
Андіс (перс. انديس) — село в Ірані, у дегестані Каре-Чай, у Центральному бахші, шагрестані Саве остану Марказі. За даними перепису 2006 року, його населення становило 489 осіб, що проживали у складі 139 сімей.

## Клімат
Середня річна температура становить 16,81 °C, середня максимальна – 35,26 °C, а середня мінімальна – -4,92 °C. Середня річна кількість опадів – 238 мм.
| Клімат поселення                              | Клімат поселення | Клімат поселення | Клімат поселення | Клімат поселення | Клімат поселення | Клімат поселення | Клімат поселення | Клімат поселення | Клімат поселення | Клімат поселення | Клімат поселення | Клімат поселення | Клімат поселення |
| Показник                                      | Січ.             | Лют.             | Бер.             | Квіт.            | Трав.            | Черв.            | Лип.             | Серп.            | Вер.             | Жовт.            | Лист.            | Груд.            |                  |
| Середній максимум, °C                         | 11,60            | 14,20            | 18,34            | 24,84            | 29,97            | 34,69            | 35,26            | 34,47            | 30,65            | 24,16            | 17,70            | 11,54            |                  |
| Середня температура, °C                       | 3,34             | 5,93             | 10,07            | 16,58            | 21,71            | 26,43            | 29,24            | 28,46            | 24,62            | 18,13            | 11,68            | 5,52             |                  |
| Середній мінімум, °C                          | −4,92            | −2,32            | 1,80             | 8,31             | 13,43            | 18,15            | 23,22            | 22,44            | 18,60            | 12,11            | 5,66             | −0,51            |                  |
| Норма опадів, мм                              | 36               | 34               | 42               | 29               | 21               | 3                | 1                | 1                | 1                | 13               | 23               | 34               |                  |
| Середньомісячна швидкість вітру, м/с          | 1.46             | 2.20             | 2.77             | 3.10             | 3.01             | 2.75             | 2.84             | 2.75             | 2.38             | 2.26             | 1.85             | 1.46             |                  |
| Середньомісячна сонячна радіація, кДж/м²·день | 9401             | 12357            | 14749            | 18277            | 22166            | 26344            | 25747            | 23721            | 20368            | 15070            | 11051            | 8989             |                  |
| --------------------------------------------- | ---------------- | ---------------- | ---------------- | ---------------- | ---------------- | ---------------- | ---------------- | ---------------- | ---------------- | ---------------- | ---------------- | ---------------- | ---------------- |
| Джерело:                                      |                  |                  |                  |                  |                  |                  |                  |                  |                  |                  |                  |                  |                  |